# Leptobryum lutescens
Leptobryum lutescens là một loài Rêu trong họ Bryaceae. Loài này được (Limpr.) Mönk. mô tả khoa học đầu tiên năm 1927.